# Mielichhoferia japonica
Mielichhoferia japonica är en bladmossart som beskrevs av Bescherelle 1898. Mielichhoferia japonica ingår i släktet kismossor, och familjen Bryaceae. Inga underarter finns listade i Catalogue of Life.